# Hydroptila obscura
Hydroptila obscura is een schietmot uit de familie Hydroptilidae. De soort komt voor in het Oriëntaals en Australaziatisch gebied.